# Валентино (фильм, 1977)
«Валентино» (англ. Valentino) — фильм режиссёра Кена Рассела, биографическая драма о жизни и карьере звезды немого кино Рудольфа Валентино. Премьера состоялась 5 октября 1977 года в США.

## Сюжет
Фильм рассказывает о жизни Рудольфа Валентино (Рудольф Нуреев), начиная с его приезда в Америку в 1913 году. Вначале он работает садовником, посудомойщиком, танцовщиком на балах и даже жиголо. Позже Валентино знакомится с актрисой Аллой Назимовой (Лесли Карон), которая помогает ему начать карьеру в кино. Несмотря на кратковременную славу (его кинокарьера длилась всего шесть лет), Валентино становится иконой немого кино, известной своими ролями «латинских любовников». Фильм также затрагивает его бурные отношения с Наташей Рамбовой (Мишель Филлипс) и преждевременную смерть в 1926 году.

## Производство
Съёмки проходили в Альмерии (Испания) и Лондоне. Бюджет составил $5 млн. Это был первый художественный фильм с участием знаменитого танцовщика Рудольфа Нуреева в главной роли.

## Критика
Фильм «Валентино» получил неоднозначные отзывы кинокритиков. Джанет Маслин из The New York Times похвалила игру Лесли Карон, но отметила, что Рудольф Нуреев «с трудом убедителен в диалогах», а Мишель Филлипс, хотя и «выглядела подходяще холодной», lacked authenticity. При этом она назвала визуальный ряд фильма «крайне эффектным».
Критик The Village Voice охарактеризовал фильм как «настолько неудачный, что он достигает мучительной последовательности с остальным творчеством Рассела». Чарльз Чамплин из Los Angeles Times назвал ленту «поверхностной и глупой». Хотя Джин Сискел из Chicago Tribune поставил фильму три звезды, увидев в нём критику голливудской системы, он отметил, что страдает от явного неприятия Расселом самого Валентино.
Боб Гровс из Buffalo Courier-Express высоко оценил игру Нуреева, отметив, что «его достоинство и чувство юмора остались нетронутыми», а также похвалил сценарий, несмотря на некоторые «откровенно эксплуатационные сцены».

### Основные критические оценки
- Визуальный стиль: Единогласно признан сильной стороной фильма
- Игра Нуреева: Вызвала полярные оценки — от восторженных до разочарованных

### Реакция создателей
Сам Рассел позже заявил, что хотел бы забыть этот фильм. Фильм вошёл в книгу The Official Razzie Movie Guide (2005) как один из спорных примеров кинематографа.
На сайте Rotten Tomatoes фильм имеет рейтинг 46 % на основе 13 рецензий.

## Награды и номинации
| Награда                                       | Категория                            | Номинант(ы)      | Результат | Прим.  |
| --------------------------------------------- | ------------------------------------ | ---------------- | --------- | ------ |
| BAFTA (1978)                                  | Лучшая операторская работа           | Питер Сушицки    | Номинация | [ 9 ]  |
| BAFTA (1978)                                  | Лучший дизайн костюмов               | Ширли Энн Рассел | Номинация | [ 9 ]  |
| BAFTA (1978)                                  | Лучшая работа художника-постановщика | Филип Харрисон   | Номинация | [ 9 ]  |
| Золотой глобус (1978)                         | Лучший дебют актёра                  | Рудольф Нуреев   | Номинация | [ 10 ] |
| Британское общество кинооператоров (1977)     | Лучшая операторская работа           | Питер Сушицки    | Номинация |        |
| Московский международный кинофестиваль (1977) | Главный приз                         | Кен Рассел       | Номинация |        |

## В ролях
- Рудольф Нуреев — Рудольф Валентино
- Лесли Карон — Алла Назимова
- Кэрол Кейн — девушка Фэтти
- Пенелопа Милфорд — Лорна Синклер
- Антон Диффринг — барон Лонг
- Мишель Филлипс — Наташа Рамбова
- Сеймур Кассел — Джордж Ульман
- Дженни Линден — Агнес Эйрс
- Ханц Холл — Джесси Ласки
- Давид де Кейзер — Джозеф Шенк
- Линда Торсон — Билли Стритер
- Фелисити Кендал — Джун Матис
- Питер Вон — Рори О’Нил
- Уильям Хуткинс — Фэтти